# Burns (Oregon)
Burns é uma cidade localizada no estado norte-americano de Oregon, no Condado de Harney.

## Demografia
Segundo o censo norte-americano de 2000, a sua população era de 3064 habitantes. 
Em 2006, foi estimada uma população de 2745, um decréscimo de 319 (-10.4%).

## Geografia
De acordo com o United States Census Bureau tem uma área de 
9,2 km², dos quais 9,2 km² cobertos por terra e 0,0 km² cobertos por água. Burns localiza-se a aproximadamente 1293 m acima do nível do mar.

## Localidades na vizinhança
O diagrama seguinte representa as localidades num raio de 92 km ao redor de Burns. 